# Dimtscho Debeljanow

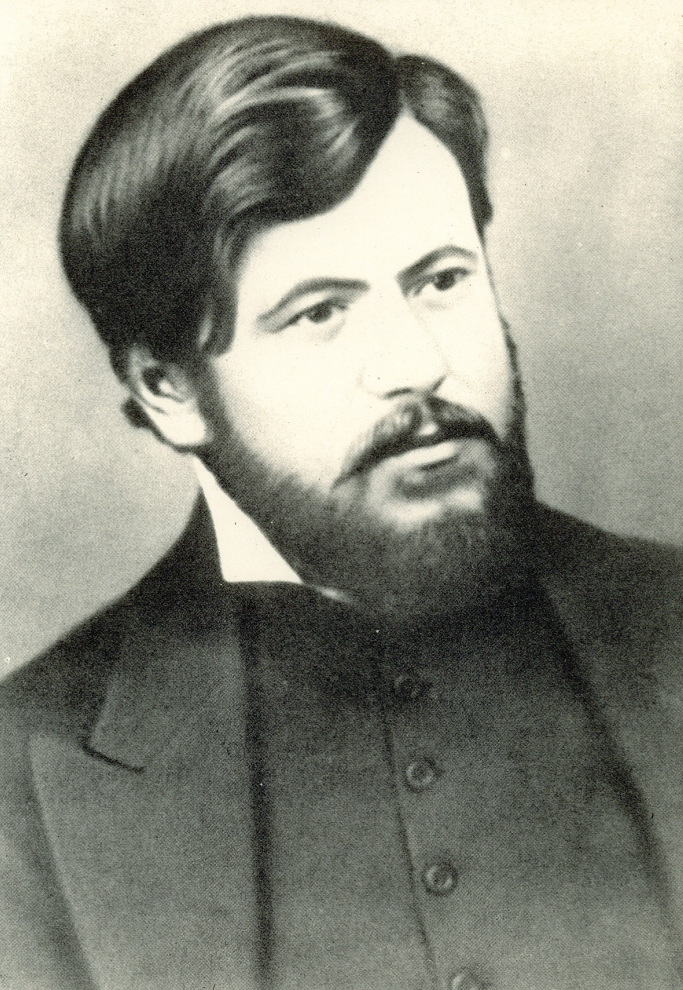
Dimtscho Debeljanow

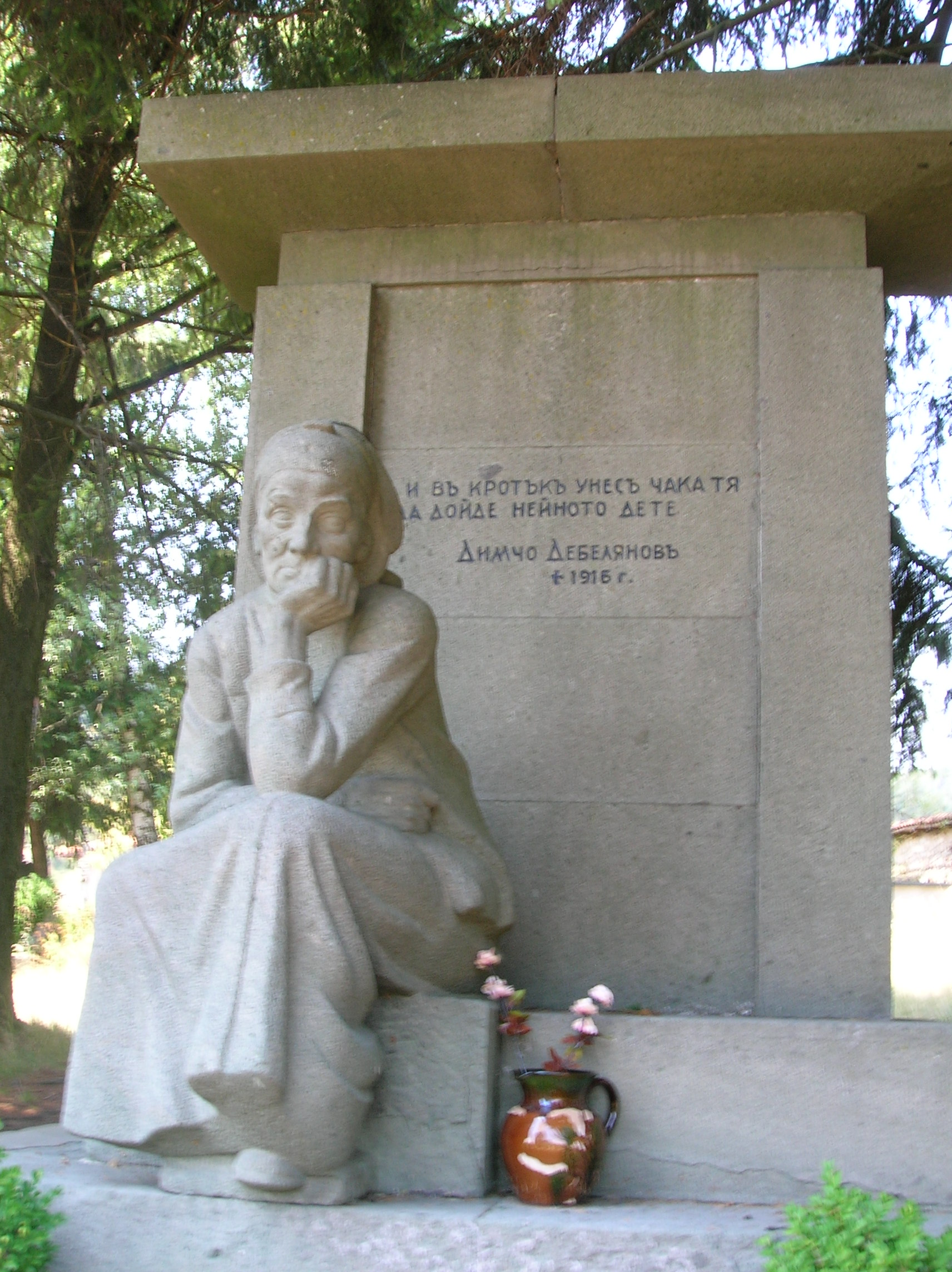
Debeljanows Grab mit Iwan Lasarows Statue einer Mutter

Dimtscho Welew Debeljanow (bulgarisch Димчо Велев Дебелянов; * 10. April 1887 in Kopriwschtiza; † 2. Oktober 1916 bei Demir Hisar) war ein bulgarischer Lyriker.

## Leben
Er wurde als jüngstes von sechs Kindern geboren. 1896, nach dem Tod seines Vaters, verzog er zu einem älteren Bruder nach Plowdiw, wo er das Erste Männergymnasium Alexsander I. besuchte. Hier schrieb er erste Gedichte, die er jedoch verbrannte. 1904 zog die Familie nach Sofia. Im Jahr 1906 veröffentlichte Debeljanow erste seiner Werke in einer Zeitschrift. Es folgten weitere Veröffentlichungen.
Ende Oktober 1912 ging Debeljanow zum Militär und war ein Angehöriger des 22. Infanterieregiments, stationiert in der Stadt Samokow. 1914 wurde er zum Leutnant befördert. Während des Ersten Weltkriegs wurde er am 29. Januar 1916 an die Front verlegt. Am 2. Oktober 1916 fiel er während der Schlacht bei Demir Hisar, heute Sidirokastro in Griechenland. Am nächsten Tag wurde er im Garten der bulgarische Kirche dort begraben.
Debeljanows Lyrik war zunächst vom französischen und russischen Symbolismus beeinflusst. Er schrieb als meisterhaft beschriebene Lyrik, die sich mit der Liebe und der Natur befasst.
In seinem Geburtsort wurde ein Museum zum Gedenken an Debeljanow und sein Werk eingerichtet. 1934 schuf der bulgarische Bildhauer Iwan Lasarow ein Grabmal für Dimtscho Debeljanow. In der Fernsehshow Welikite Balgari wurde Debeljanow im Jahr 2006 von den bulgarischen Fernsehzuschauern auf Platz 71 der größten Bulgaren gewählt. Seit 2008 ist er Namensgeber für den Debelyanov Point, eine Landspitze von Robert Island in der Antarktis.